# Herbert F. Höveler
Herbert F. Höveler (Mecklenburg, 1859 - 1 de setembre de 1918), també conegut com a Ĉefeĉ, va ser un industrial químic, metalúrgic, banquer i esperantista alemany.
Höveler va aprendre la llengua auxiliar internacional esperanto el 1904. Juntament amb Edward Alfred Millidge va crear els llibrets Ŝlosiloj (‘Claus') en format miniatura, amb una gramàtica concisa i un petit vocabulari de la llengua. Aquestes «claus» volien ser un fulletó de baix cost i poc pes que pogués enviar-se per correu. Van tenir molt d'èxit i el 1912 ja apareixien en 18 llengües i en diverses llengües també hi havia els Tutoj (ŝlosilo en un format més gran), pràcticament tot pagat de la seva pròpia butxaca. Höveler també va fundar la Internacia Propagandejo Esperantista per continuar aquesta feina.
Höveler va donar suport generós al moviment esperantista arreu del món. Va ser vicepresident de la Brita Esperanto-Asocio (BEA) i també va ser membre del Lingva Komitato des de 1908 i de l'Acadèmia d'Esperanto des de 1912.
Com a banquer, va iniciar el sistema de transferències per a pagaments internacionals i el banc Ĉekbanko Esperantista, fundat a Londres el 1907 i que funcionava amb la moneda decimal internacional spesmilo, creada pel matemàtic René de Saussure. Va fundar grups a Londres, les Illes Madeira, Sicília i Palestina.

## Obres
- Reuter, Fritz. Kio povas okazi, se oni donacas surprize (en esperanto). Traducció: E. Ĉefeĉ.  Londres: Esp. Presejo F. Mildner, 1906.
- Tutmonda anekdotaro
- La elparolado de Esperanto